# Master Série
Albums de William Sheller
William Sheller et le quatuor Halvenalf
(1984) Univers
(1987)
Master Série est un album de compilation de William Sheller sorti en 1987. Il fut réédité en 1997 au moment de la sortie du volume 2.

## Titres
| 1.  | Dans un vieux rock'n'roll        |  |
| 2.  | Photos-souvenirs                 |  |
| 3.  | Le Carnet à spirale              |  |
| 4.  | Nicolas                          |  |
| 5.  | J'suis pas bien                  |  |
| 6.  | Fier et fou de vous              |  |
| 7.  | À franchement parler             |  |
| 8.  | Symphoman                        |  |
| 9.  | Oh! J'cours tout seul            |  |
| 10. | Un endroit pour vivre            |  |
| 11. | Maman est folle                  |  |
| 12. | Les Orgueilleuses                |  |
| 13. | Les filles de l'aurore           |  |
| 14. | Une chanson qui te ressemblerait |  |
| 15. | Rosanna Banana                   |  |
| 16. | Simplement                       |  |